# نقابة الفضاء
نقابة الفضاء (بالإنجليزية: Spacing Guild)‏ هي منظمة في عالم فرانك هربرت الخيالي كثيب والتي تمتلك احتكارًا للسفر بين النجوم والخدمات المصرفية. يستخدم ملاحو النقابة (أو رجال النقابة أو رجال القيادة) عقار الِمَزاج (يُطلق عليه أيضًا «اسبايس») لتحقيق استبصار محدود، وهو شكل من أشكال الاستبصار الذي يسمح لهم بالتنقل بنجاح في «الفضاء المطوي» وتوجيه سفن فضائية ضخمة تسمى «هايلاينر» بأمان عبر الفضاء بين النجوم على الفور.
إن قوة النقابة متوازنة مع قوة إمبراطور الباديشاه وكذلك عوائل النبلاء المجتمعة في اللاندسراد. إن النقابة غير سياسية في الأساس، وهي معنية في المقام الأول بتدفق التجارة والحفاظ على الاقتصاد الذي يدعمها. وعلى الرغم من أن قدرتها على إملاء شروط ورسوم جميع وسائل النقل تمنحها نفوذاً في الساحة السياسية، إلا أنها لا تسعى إلى تحقيق أهداف سياسية تتجاوز أهدافها الاقتصادية.

## الملاحون
في سلسلة كثيب، تستخدم سفن فضاء ضخمة تسمى هايلاينر ظاهرة علمية تُعرف باسم تأثير هولتزمان «لطي الفضاء» وبالتالي السفر لمسافات كبيرة عبر الكون في الحال. يستطيع الملاحون استخدام شكل محدود من الاستبصار للتنقل بأمان في الفضاء بين النجوم. الملاحون هم بشر تحوروا من خلال استهلاك كميات هائلة من عقار الِمَزاج والتعرض له. يمنح التحكم في هؤلاء الملاحين نقابة الفضاء احتكارها للسفر بين النجوم والخدمات المصرفية، مما يجعل المنظمة توازنًا للقوة ضد إمبراطور الباديشاه والعوائل النبيلة المجتمعة في اللاندسراد.

## الملاحظات
1. ↑  يشير فرانك هربرت إلى الملاحين بالتناوب باسم «رجال النقابة» بداية من فيلم «مسيح كثيب» (1969). ومن الجدير بالذكر أيضًا أنه بداية من فيلم «كثيب» (1965)، يستخدم هربرت مصطلح «رجال النقابة» بالتناوب لكل من الملاحين وعملاء النقابة.